# Cubavisión Internacional
Cubavisión Internacional ist ein internationaler spanischsprachiger Fernsehsender, der dem Instituto Cubano de Radio y Televisión gehört. Er ging am 26. Juli 1986 auf Sendung.